# Aspidiophorus longichaetus
Aspidiophorus longichaetus is een buikharige uit de familie Chaetonotidae. Het dier komt uit het geslacht Aspidiophorus. Aspidiophorus longichaetus werd in 1986 voor het eerst wetenschappelijk beschreven door Kisielewski. 